# Fair Oaks Ranch
Fair Oaks Ranch is een plaats (city) in de Amerikaanse staat Texas, en valt bestuurlijk gezien onder Bexar County en Comal County en Kendall County.

## Demografie
Bij de volkstelling in 2000 werd het aantal inwoners vastgesteld op 4695.
In 2006 is het aantal inwoners door het United States Census Bureau geschat op 5900, een stijging van 1205 (25,7%).

## Geografie
Volgens het United States Census Bureau beslaat de plaats een oppervlakte van
18,5 km², geheel bestaande uit land.

## Plaatsen in de nabije omgeving
De onderstaande figuur toont nabijgelegen plaatsen in een straal van 16 km rond Fair Oaks Ranch.